# Reg White
Reginald James White, mais conhecido como Reg White (Brightlingsea, 28 de outubro de 1935 — 27 de maio de 2010), é um velejador britânico, campeão olímpico.

## Carreira
White consagrou-se campeão olímpico ao vencer a série de regatas da classe Tornado nos Jogos Olímpicos de Verão de 1976 em Montreal ao lado de John Osborn. Ele também se tornou campeão mundial nessa mesma categoria em 1976 e 1979.